# Prinsbisdom Bazel
Het prinsbisdom Bazel was een tot de Boven-Rijnse Kreits behorend bisdom binnen het Heilige Roomse Rijk.
Sinds het midden van de achtste eeuw zijn er bisschoppen van Bazel bekend. Het bisdom behoort tot de kerkprovincie Besançon. Waarschijnlijk is de bisschopszetel van Augst verplaatst naar Bazel. Sinds 912 maakte het bisdom deel uit van het koninkrijk Bourgondië. In 1000 schenkt koning Rudolf III van Bourgondië Moutier-Grandvals en dit wordt de kern van het wereldlijk gebied van Bazel. Daarna worden er meer goederen en rechten verkregen, maar de meeste gaan weer verloren.
Bij de opname van het koninkrijk in 1033 in het Heilige Roomse Rijk werd het bisdom rijksvrij. In 1080 werd het graafschap Herkingen verworven en in 1163 de heerlijkheid Ribeaupierre (Rappoltstein) in de Elzas. De voogdij over de stad Bazel ging verloren.
In de dertiende eeuw worden de volgende heerlijkheden en voogdijen verworven of zeker gesteld: Birseck (rijksleen), Asuel, Sornegau, Saint-Ursanne (St. Ursitz), Moutier-Grandval (Münster-Granfelden), Biel/Bienne, Neuveville (Neuenstadt), Montagne-de-Disse, Erguel en de graafschappen Homberg en Ferrette (Pfirt) (tot 1324). In de veertiende en vijftiende eeuw kwamen daar bij: de heerlijkheden Chauvelin, Hartmannsweiler, Buchegg en Franquemont.
Omdat sinds de dertiende eeuw de stad zich stap voor stap los maakte van de bisschop, verplaatste deze zijn zetel naar Porrentruy (Pruntrut).
In 1585 deed de bisschop definitief afstand van zijn aanspraken op de stad. De rijksstad Bazel verbood in 1528 de katholieke godsdienst en annexeert gebieden van het prinsbisdom in de Salsgouw, de Buchgouw, de Sisgouw en de Frickgouw. De bisschop sloot daarop een verbond met de katholieke kantons van het Eedgenootschap.
In 1792 bezetten Franse revolutionaire troepen het prinsbisdom en riepen op 27 november de Rauraakse Republiek uit. Op 23 maart 1793 werd de republiek bij Frankrijk ingelijfd. Nadien veroverden de Franse troepen het zuidelijk deel van het oude prinsbisdom dat behoorde tot de Zwitserse Confederatie. De laatste prins-bisschop, Franciscus Xaverius van Neveu, verloor hiermee al zijn territoria. In de Reichsdeputationshauptschluss van 25 februari 1803 werd in paragraaf 5 het deel van het prinsbisdom op de rechter Rijnoever aan het keurvorstendom Baden toegewezen. Dit gebied bestaat uit Schliengen, Mauchen en Steinenstadt (overambt Schliengen), de heerlijkheid Istein en Huttingen.
In 1813 werd het Franse gebied door geallieerde troepen bezet. Het Congres van Wenen in 1815 kende het gebied aan het kanton Bern toe als compensatie voor het verlies van de Aargau en Waadt. Aan het kanton Bazel kwamen de zeven gemeenten van de voogdij Birseck en de gemeenten Aesch en Pfeffingen. Hegenheim blijft bij Frankrijk. Op 1 januari 1979 werd het gebied onafhankelijk van Bern en vormde het nieuwe kanton Jura.

## Gebied in 1789
Biel/Bienne, Neuveville en de heerlijkheden Erguel, Illfingen, Tessenberg, Porrentruy, Zwingen.
Verder als rijksleen de heerlijkheden Delémont (Delsberg), Birseck, Pfeffingen, Schliengen en Freienberge.

## Regenten
- 618 : Ragnacharius
- 731- 744: Walaus
- 751- 762: Baldebert
- 800- 810: Waldo (abt van Sankt Gallen)
- 807- 823: Hatto/Heito/Otto
- 823- 835: Dirik I
- 823- 846: Ulrich I
- 844- 859: Wighard I
- 859- 860: Fredebert
- 870 : Adalwin
- 891- 892: Rudolf I
- 892- 895: Iringus/Ihering
- 905- 916: Adalbero I
- 917 : Landeolus
- 918- 921: Willem I
- 942- 948: Wighard II
- 950- 974: Rudolf II
- 984 : Gebizo (graaf van Altenburg)
- 973 : Adalbero II
- 988 : Rudolf III
- 990- 999: Adalbero III
- 999-1025: Adalbero II
- 1025-1040: Adalrich/Ulrich II
- 1041-1055: Dirk II
- 1055-1072: Beringer/Berngar
- 1072-1105: Burkhard van (Hasenberg-)Neuchâtel
- 1107-1122: Rudolf III van Froburg (Hornberg?)
- 1116 : (Lodewijk I, graaf van Ferrette
- 1114-1119: Frederik
- 1123-1131: Berthold I van Neuchâtel (Ferrette?)
- 1133-1137: Adalbert I van Froburg
- 1138-1164: Ortlieb van Froburg
- 1167-1179: Lodewijk II Garwart (van Froburg?)
- 1179-1181: Hugo van Hasenberg
- 1180-1191: Hendrik I van Horburg
- 1191-1213: Luthold I van Aarburg
- 1214-1215: Waldrich/Walther van Röteln
- 1215-1238: Hendrik II van Thun
- 1248-1249: Luthold II van Aarburg (Röteln?)
- 1249-1262: Berthold II van Ferette
- 1262-1274: Hendrik III van Neuchâtel-Erguel
- 1274-1286: Hendrik IV van Gürtelknopf (Isny)(1286-1288: keurvorst van Mainz)
- 1286-1296: Peter I Reich van Reichenstein
- 1296-1306: Peter II van Aspelt (1306-1320: keurvorst van Mainz)
- 1306-1309: Otto II van Granson (1306: bisschop van Toul)
- 1309-1325: Gerhard van Wippingen (1301-1309: bisschop van Lausanne)
- 1325-1335: Jan I van Chalon-Arlay (1329-1335: bisschop van Langres)
- 1325-1326: Hartung Münch
- 1335-1365: Jan II Senn van Münsingen
- 1365-1382: Jan III van Vienne (1361-1365: bisschop van Metz; 1355-1361: aartsbisschop van Besançon)
- 1382-1391: Imer van Ramstein
- 1391-1393: Frederik van Blankenheim (administrator; 1375-1393: bisschop van Straatsburg; 1393-1423: bisschop van Utrecht)
- 1393-1395: Koenraad Münch van Landskron
- 1395-1399: Dietwald van Neuchâtel (administrator)
- 1395-1418: Humbert van Neuchâtel
- 1419-1423: Hartmann Münch van Münchenstein
- 1423-1436: Jan IV van Fleckenstein
- 1437-1451: Frederik aan de Rijn
- 1451-1458: Arnold van Rotberg
- 1458-1478: Jan V van Venningen
- 1479-1502: Kaspar aan de Rijn
- 1502-1526: Christof van Utenheim
- 1527-1527: Johan Rudolf van Hallwyl
- 1527-1553: Philips van Gundolsheim
- 1554-1575: Melchior van Lichtenfels
- 1575-1608: Jakob Christof Blarer van Wartensee
- 1608-1628: Willem Rink van Baldenstein
- 1628-1646: Johan Hendrik van Ostein
- 1646-1651: Beatus Albert van Ramstein
- 1651-1656: Johan Frans van Schönau-Zell
- 1656-1693: Johan Koenraad I van Roggensbach
- 1693-1705: Willem Jakob Rink van Baldenstein
- 1705-1737: Johan Koenraad II van Reinach-Hirtzbach
- 1737-1743: Johan Sigmund van Reinach-Hirtzbach
- 1744-1762: Georg (Josef Willem) Rink van Baldesnein
- 1762-1775: Simon Nikolaas von Froberg
- 1775-1782: Frederik Lodewijk van Wangen
- 1783-1794: Franz Joseph Sigismund von Roggenbach
- 1794-1803: Franciscus Xaverius van Neveu

- Bibliothèque nationale de France: cb121300932 (data)
- Gemeinsame Normdatei: 4080275-9
- Historisch woordenboek van Zwitserland: 008558
- Library of Congress Control Number: n81126017
- Nationale Bibliotheek van Israël: 987007562173005171
- Système universitaire de documentation: 029742137
- Virtual International Authority File: 124348815
- WorldCat: E39PBJdGPJqyypRpCPfjMYtdwC